# Aïn Kfarhâta
Aïn Kfarhâta är en källa i Libanon.   Den ligger i guvernementet Mohafazat Liban-Nord, i den norra delen av landet, 50 kilometer nordost om huvudstaden Beirut. Aïn Kfarhâta ligger 253 meter över havet.
Terrängen runt Aïn Kfarhâta är huvudsakligen kuperad, men åt nordost är den platt. Närmaste större samhälle är Zghartā, 19,2 kilometer nordost om Aïn Kfarhâta. 
Trakten runt Aïn Kfarhâta består till största delen av jordbruksmark. Runt Aïn Kfarhâta är det ganska tätbefolkat, med 172 invånare per kvadratkilometer.